# Itinerarium Alexandri
L'Itinerarium Alexandri (dal latino, «Il viaggio di Alessandro») è un'opera della letteratura latina del IV secolo, composta probabilmente nel 340 da Giulio Valerio Polemio, che descrive la conquista dell'Impero persiano da parte di Alessandro Magno.
L'opera contiene una descrizione della vita di Alessandro dalla presa di potere in Macedonia alla conquista dell'India e rientra in un filone di storie del conquistatore macedone, come il Romanzo di Alessandro, la cui fortuna ha probabilmente preservato questo testo; infatti solo la parte dedicata all'impresa di Alessandro è stata tramandata, attraverso un manoscritto che conteneva un'altra descrizione della campagna di Alessandro, il Res Gestae Alexandri Magni di Polemio, in passato ritenuto l'autore dell'Itinerarium. Tra le fonti dell'anonimo autore, Arriano, che scrisse l'Anabasi di Alessandro.
L'occasione per la stesura di questa opera fu la campagna contro i Sasanidi dell'imperatore romano Costanzo II; i Sasanidi erano i successori dei Persiani e dei Parti ed è evidente la relazione tra il contenuto dell'Itinerarium e la guerra in atto contro i Sasanidi, ancor di più se si considera che inizialmente conteneva pure la descrizione della campagna contro i Parti dell'imperatore Traiano.